# Atiquizaya
Atiquizaya é um município do departamento de Ahuachapán, em El Salvador. Sua população estimada em 2007 era de 33 587 habitantes.

## Cantões
O município está dividido nas seguintes cantões:
El Chayal, Salitrero, Tapacún, Tortuguero, El Iscaquilío, Joya del Plantanar, Joya del Zapote, La Esperanza, Loma de Alarcón, Pepenance, San Juan El Espino, Santa Rita, Rincón Grande y Zunca.

## Transporte
O município de Atiquizaya é servido pela seguinte rodovia:
- AHU-06  que liga a cidade ao município de Ahuachapán
- AHU-28  que liga a cidade de El Refugio ao município de San Lorenzo
- AHU-11  que liga a cidade ao município de San Lorenzo
- AHU-12  que liga a cidade ao município de San Lorenzo
- AHU-31  que liga a cidade de El Refugio ao município de Chalchuapa (Departamento de Santa Ana)
- RN-13, que liga o município de Ahuachapán (Departamento de Ahuachapán) à cidade de Santa Ana (Departamento de Santa Ana)[1]